# The House of the Dead 2

The House of the Dead 2 é um jogo arcade de tiro e o segundo da série The House of the Dead, desenvolvido pela Sega para os arcades em 1998 e depois portado para o Dreamcast, PC e Xbox como bônus do jogo The House of the Dead III, e aparecendo na Edição de Aniversário (compilação) de The House of the Dead 2 & 3 Return no Wii. A versão do Dreamcast se tornou um dos poucos jogos dos títulos da "Sega All Stars".

## Jogabilidade
The House of the Dead 2 é um jogo de rail shooter. Inclui a opção de auto-carregamento que permite ao jogador apontar a arma para fora da tela para que seja recarregada sem precisar puxar o gatilho. O jogo possui um sistema no qual podem ser tomadas diferentes rotas pelo caminho da história. 
O jogo serviu como base para a produção do jogo de arcade, Dreamcast e PC de The Typing of the Dead, e do jogo de Nintendo DS English of the Dead, além do jogo The Pinball of the Dead para o Game Boy Advance.

## Personagens
- James Taylor: Agente AMS enviado para investigar acontecimentos estranhos na cidade de Veneza.
- Gary Sterwart: Agente AMS enviado junto com James Taylor.
- Amy Crystal: Uma agente AMS enviada para evacuar a população.
- Harry Harris: Outro agente AMS enviado para ajudar Amy.
- G: Um agente da AMS que investiga os acontecimentos em Veneza.
- Caleb Goldman: CEO da DBR Corporation e especialista na teoria do genoma, ele envia todos os zumbis a Veneza.